# بيل بيكر (لاعب كرة قاعدة)
بيل بيكر (بالإنجليزية: Bill Baker)‏ هو لاعب كرة قاعدة أمريكي، ولد في 22 فبراير 1911 في مقاطعة مكلينبرغ في الولايات المتحدة، وتوفي في 13 أغسطس 2006 في ميرتل بيتش في الولايات المتحدة.

## وصلات خارجية
- بيل بيكر على موقع دوري كرة القاعدة الرئيسي (الإنجليزية)
- بيل بيكر على موقعبيزبول رفرنس.كوم (الدوري الرئيسي) (الإنجليزية)
- بيل بيكر على موقعبيزبول رفرنس.كوم (الدوري الثانوي) (الإنجليزية)
- بيل بيكر على موقع جمعية أبحاث البيسبول الأمريكية (الإنجليزية)
- بيل بيكر على موقع إي إس بي إن.كوم (أم.أل.بي) (الإنجليزية)